# 桑野幸徳
桑野 幸徳（くわの　ゆきのり、1941年（昭和16年）2月14日 - ）は、日本の太陽電池研究者、実業家。三洋電機代表取締役社長、太陽光発電技術研究組合理事長、大阪電気通信大学理事等を歴任した。集積型アモルファスシリコン太陽電池を世界で初めて工業化させた。

## 人物・来歴
熊本大学理学部卒業。大阪大学にて工学博士号を取得。
1963年、三洋電機に入社。中央研究所に配属となり、アモルファス半導体の研究にとりくみ、1980年にアモルファスシリコン太陽電池の世界最初の工業化に成功した。
1993年に取締役研究開発本部長、1998年に常務となる。
2000年10月、太陽光発電パネルの不正表示が明るみに出て、近藤定男社長が辞任に追い込まれたことを受け、専務だった桑野が後任に就き、05年まで務めた。
このほか、太陽光発電技術組合理事長、オプテックスグループ取締役、大和ハウス工業監査役、大阪電気通信大学理事を兼任した。

## 著書
1. 1 2 3 4 5 6 7 8 9  『太陽電池はどのように発明され、成長したのか』オーム社、2011年8月、ISBN 978-4-274-50348-1。

- 『図解　最新太陽光発電のすべて』オーム社、2011年6月。ISBN 978-4274503399。
- 『アモルファス―不可思議な非晶質物質』（ブルーバックス）講談社、1985年10月。ISBN 978-4061326279。
- 『新・太陽電池を使いこなす』（ブルーバックス）講談社、1999年3月。ISBN 978-4062572460。

他多数